# محمود کاوه
محمود کاوه (۱ خرداد ۱۳۴۰ – ۱۱ شهریور ۱۳۶۵) نظامی ایرانی بود که از فرماندهان سپاه پاسداران انقلاب اسلامی در جنگ ایران و عراق محسوب می‌شد و فرماندهی لشکر ۵۵ ویژه شهدا را برعهده داشت. وی در بدو تشکیل سپاه پاسداران به عضویت سپاه خراسان درآمد. او در شهریور ۱۳۶۵ و حین عملیات کربلای ۲ در حاج عمران به شهادت رسید.

## کودکی و نوجوانی
محمود کاوه در سال ۱۳۴۰ در شهر مشهد زاده شد. پدرش از بازاریان مشهدی بود. اصلیتشان به دهستان بیهود از توابع بخش نیمبلوک شهرستان قاینات برمیگردد. وی از جمله افرادی بود که در دوران شاهنشاهی مقلد سید روح‌الله خمینی بود و با روحانیونی همچون سید علی خامنه‌ای و سید عبدالکریم هاشمی‌نژاد ارتباط داشت.او بعد از اتمام دوره راهنمایی، به کسب علوم دینی در حوزه علمیه پرداخت. مدتی بعد با مشورت سید علی خامنه‌ای به این نتیجه رسید که اگر با اخذ مدرک پایان دبیرستان وارد حوزه شود، موفق‌تر خواهد بود. او در کلاس‌های درسی مسجد جواد و امام حسن مجتبی، به‌خصوص کلاسهای سید علی خامنه‌ای که در آن زمان با عنوان حاج سید علی آقا شناخته می‌شد شرکت می‌کرد.
او صدای خوبی داشت و قرآن را با صوت قرائت می‌کرد. اولین جایزه خود که یک کتاب بود را به همین خاطر از سید علی خامنه‌ای گرفت.

## جوانی و دوران انقلاب
در پخش اعلامیه‌های سید روح‌الله خمینی چه در درون دبیرستان و چه در محیط‌های دیگر تلاش می‌نمود و در درگیری‌ها با مأموران حکومت و راهپیمایی‌ها به همراه پدر فعالانه شرکت می‌جست.
او در زمینه عکاسی از وقایع انقلاب فعالیت داشت و به گفته خواهرش عکس اولین کشتگان انقلاب در مشهد، توسط او گرفته شد.

## دوران جنگ و کشته‌شدن
کاوه یکی از جوانترین فرماندهانی است که هدایت جنگ ایران و عراق را به عهده گرفتند. روزی که جنگ آغاز شد او یک جوان ۱۹ ساله بود اما ۳ سال بعد فرماندهی تیپ ویژه شهدا را بر عهده گرفت. تیپی که از کلیدی‌ترین یگانهای سپاه بود. موفقیت‌ها و انجام عملیات خارق‌العاده توسط این تیپ با فرماندهی کاوه باعث شد که به لشکر ویژه ارتقاء یابد.
آزادسازی سد بوکان و جادهٔ ۴۷ کیلومتری آن، آزادسازی جادهٔ شاهین‌دژ به تکاب، آزادسازی محور استراتژیک پیرانشهر به سردشت که به عنوان مرکزیت و نقطهٔ ثقل عناصر ضدانقلاب به‌شمار می‌آمد و منجر به انهدام مرکز رادیوئی آنها و فتح ارتفاعات مهم مرزی منطقهٔ «آلواتان» و آزادسازی زندان «دوله‌تو» و کشته شدن بیش از ۷۵۰ نفر از این عناصر شد، از جمله نبردهای تهاجمی‌ای بود که توسط محمود کاوه و همرزمانش در تیپ ویژه شهدا طرح‌ریزی و به اجرا گذاشته شد.
کاوه در ۱۰ شهریور ۱۳۶۵ در منطقهٔ عمومی حاج عمران بر روی قله ۲۵۱۹ حاج‌عمران بر اثر اصابت ترکش خمپاره و در سن ۲۵ سالگی کشته شد. پیکر او در بهشت رضای مشهد به خاک سپرده شد.

## سوابق آموزشی
محمود کاوه در سال ۱۳۵۸ یک دوره آموزش عمومی و نیز آموزش جنگ‌های نامنظم را به مدت چهار ماه به همراه سه نفر دیگر از کادر سپاه پاسداران انقلاب اسلامی خراسان در پادگان امام علی گذرانده است.

## زندگی شخصی
کاوه با فاطمه عمادالاسلامی ازدواج کرد و دارای یک فرزند بود.

## در رسانه
فیلم سینمایی شور شیرین روایت زندگی کاوه است.